# 永平寺川
永平寺川（えいへいじがわ）は、福井県吉田郡永平寺町を流れる一級河川九頭竜川水系の支流である 。

## 地理
一級河川九頭竜川水系の永平寺川は、大佛寺山を源流とし、途中大仏湖にて流量を調整し、永平寺境内や門前町を経て向きを変る
その後、北上し旧京福電気鉄道永平寺線跡に沿い流れ九頭竜川鳴鹿大堰にて流量を調整され九頭竜川と合流し、その多くは「芝原用水」を経て福井平野を潤す。

## 流域の自治体
福井県吉田郡永平寺町